# Berrypicking
Berrypicking (engl.: Berry = Beere + picking = pflücken) ist eine Technik der Informationsbeschaffung (Information Retrieval), die von Marcia J. Bates 1989 beschrieben wurde.
Die klassische Informationsbeschaffung kann man schematisch folgendermaßen beschreiben:
Anfrage → Retrieval Ergebnis
Die Motivation hinter der Berrypicking-Technik ist, eine intuitivere Suchtechnik zu erreichen, die sich näher am Benutzerverhalten orientiert.

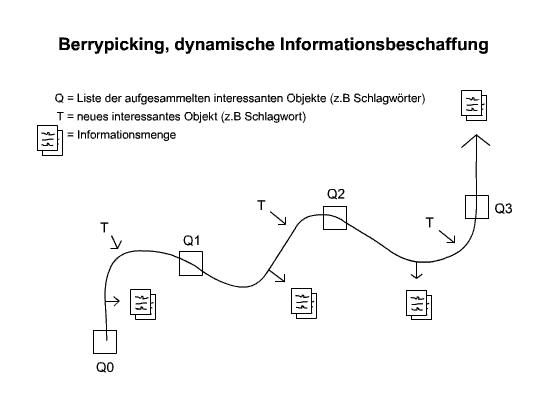
Schematisches Modell der Berrypicking-Technik am Beispiel

## Dynamische Informationsbeschaffung mit Berrypicking
Wenn der Anwender bei der Suche in einer Datenbank die zu durchsuchende Informationsmenge Schritt für Schritt einschränken möchte, kommt die Berrypicking-Technik zum Zug. Bei der Suche in der Informationsmenge kann der Anwender jederzeit ihm interessant erscheinende Teilinformationen aufsammeln (z. B. Schlagwörter) und eine neue Suchanfrage starten. In der neu ermittelten Informationsmenge sind nur Objekte enthalten, die die vorher aufgesammelten Teilinformationen enthalten. Diesen Vorgang kann der Anwender wiederholen, bis er die gewünschte Einschränkung erreicht und die für ihn relevante Informationsmenge bestimmt hat.

### Beispiel
Alle Dokumente in einer Datenbank, die keine vorher aufgesammelten Informationen enthalten, werden aus dem zu durchsuchenden Datenbestand entfernt. Wählt man aus der übriggebliebenen Dokumentenliste ein weiteres interessantes Objekt, so verkürzt sich die Liste interessanter Dokumente mit jeder neuen Information, bis man die gewünschte Dokumentenliste erreicht hat.